# روجر كاري
روجر كاري (بالإنجليزية: Roger Carey)‏ هو لاعب كرة قاعدة أمريكي، ولد في 1865 في نيويورك في الولايات المتحدة، وتوفي بنفس المكان في 1895.

## وصلات خارجية
- روجر كاري على موقعبيزبول رفرنس.كوم (الدوري الرئيسي) (الإنجليزية)